# Карл Людвіг Блюме

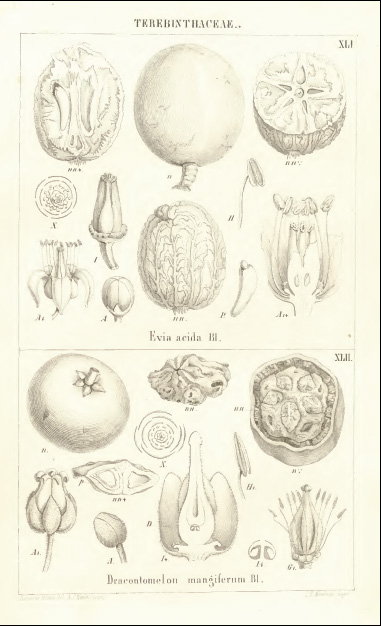
Ботанічна ілюстрація з книги Карла Людвіґа Блюме Museum botanicum Lugduno-Batavum, sive, Stirpium exoticarum novarum vel minus cognitarum ex vivis aut siccis brevis expositio et descriptio /auctore C. L. Blume, 1849–1857

Карл Людвіґ Ріттер фон Блюме (нім. Carl Ludwig Blume, 9 червня 1796 — 3 лютого 1862) — німецько-голландський ботанік та ентомолог XIX століття. Відомий в основному дослідженнями і класифікацією флори Індонезії, у той час — Нідерландської Ост-Індії.
Його ім'я деколи інтерпретують на голландський манер — Карел Лодевійк Блюме (нід. Karel Lodewijk Blume), але німецьке написання є більш широко використовуваним у ботанічних текстах, хоча і в цьому випадку існує плутанина, оскільки його ім'я іноді пишуть K. L. (від Karl), а іноді C. L. (від Carl або навіть Charles)Blume.
Народився у Брауншвейзі в Німеччині, але провів більшу частину свого життя в Нідерландах, де був директором Державного гербарію (нід. Rijksherbarium) в Лейдені.

## Життя і робота
Син брауншвейзького купця, Блюме навчався в університеті Лейдена.
У 1818 році згідно волі свого вчителя і покровителя Зебальда Юстінуса Бругманса він вирушив як натураліст до Нідерландської Ост-Індії, де прожив до 1827 року, активно займаючись дослідженнями місцевої флори (головним чином на острові Ява).
З 1823 до 1826 року Блюме був заступником директора, виконувачем обов'язків директора ботанічного саду в Богорі (у період нідерландської колонізації Індонезії називався Національний бейтензоргський ботанічний сад — нід. S'Lands Plantentiun te Buitenzorg).
У 1825 році опублікував «Tabellen en Platen voor de Javaansche Orchideen», де вперше дано точні описи орхідей Яви і сусідніх островів. У тому ж році була опублікована робота «Bijdragen tot de Flora von Nederlandsch Indie», в якій запропоновано нову систему деяких родів орхідних.
У 1827 році Блюме повернувся у Нідерланди і був призначений директором Державного Гербарію у Лейдені. З Ост-Індії він привіз понад 3000 видів рослин. Блюме опублікував численні наукові ілюстровані праці. У Лейденському університеті він обіймав посаду професора природознавства.
У 1855 обраний членом Шведської королівської академії наук.

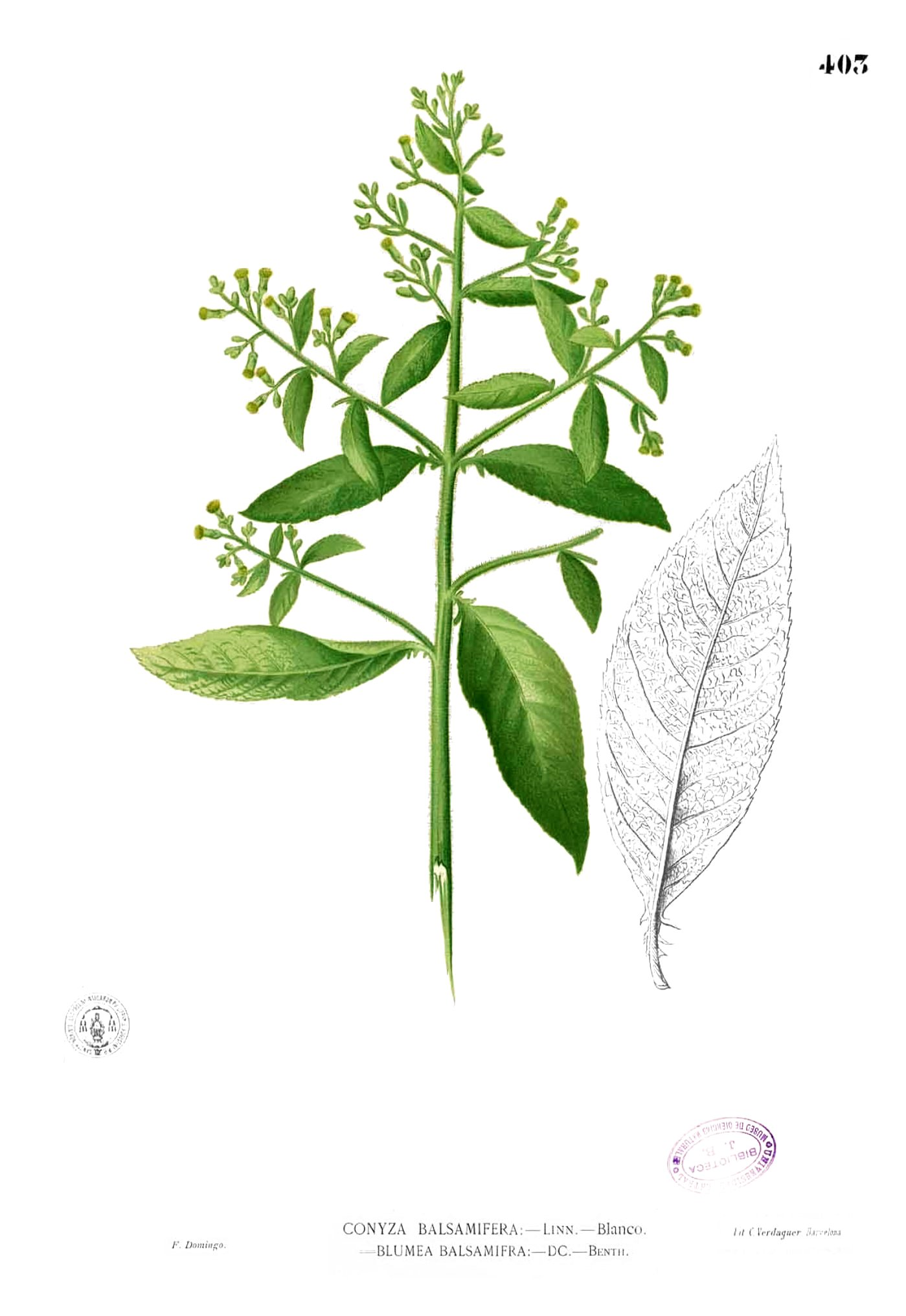
— одна з рослин, названих на честь Блюме.

Блюме також був ентомологом.

## Почесті
За свої наукові заслуги Блюме був ушанований титулом лицаря нідерландського ордена Лева, йому був наданий чин надвірного радника.
Ботанічний журнал «Blumea» названий на його честь.
роди рослин Blumea DC. родини Айстрові та Blumella Tiegh. родини Сусакові названі на його честь.

## Публікації
- Tabellen en Platen voor de Javaansche Orchideen. — 1825
- Bijdragen tot de flora van Nederlandsch Indië uitgegeven door C.L. Blume. — Batavia : Ter Lands Drukkerij, 1825–1826. — Т. в 17 томах. т.14 1826 [Архівовано 7 липня 2014 у Wayback Machine.](нід.)
- Enumeratio plantarum Javae et insularum adjacentium. — Apud J. W. van Leeuwen, 1827–1828. — 274 с.(лат.)
- Flora Javae nec non insularum adjacentium…. — Lugduni Batavorum, 1828–1858.(лат.)
- Rumphia, sive commentationes botanicae imprimis de plantis Indiae orientalis…. — 1836–1849. — Т. В 4 томах со 170 иллюстративными таблицами.(лат.)
- Museum botanicum Lugduno-Batavum, sive, Stirpium exoticarum novarum vel minus cognitarum ex vivis aut siccis brevis expositio et descriptio /auctore C. L. Blume. — Lugduni-Batavorum : E. J. Brill, 1849–1857.(лат.)
- Collection des Orchidées les plus remarquables de l'archipel Indien et du Japon. — Amsterdam — 1858